# Бастион
Бастио́н (итал. bastionato — всякая выступающая постройка, от позднелат. bastillio — строить укрепление) — важнейший элемент обороны в структуре крепости эпохи бастионной фортификации. Имеет пятиугольную форму и располагается чаще на углах крепостного вала (ограды), а в крупных крепостях — и на прямых участках. Предназначались для фронтального обстрела, а также флангового обстрела рвов перед крепостными стенами и соседними бастионами. Впервые сооружения такого типа появились при обороне крепостей в начале XV века, в полевой фортификации применялись до середины XIX века.

## Устройство
У бастиона выделяют два фаса — стороны расположенные углом. Вершина этого угла, направленная в сторону поля, называется шпиц или фр. saillant [sajã] (досл. выступающий, то есть исходящий угол укрепления). Боковые стороны — это фланки, а направленная внутрь крепости сторона — горжа. Фланки выполняют важнейшую функцию, обеспечивая прострел рва перед куртинами и фасами соседних бастионов. Поэтому иногда имеются ярусные фланки, когда орудия располагаются не только на основном валганге, но и ниже, на отступном или пониженном фланке, а также ещё ниже — уже в казематах. Пониженных фланков может и не быть, тогда орудия располагаются в ярусных казематах. Иногда фланк прикрывает выступ фаса — орильон (от фр. oreillon — ушко). Бастионы с ярусными фланками и орильонами имели названия: бастилии, булеварди, турионы, больверки (у немцев). Внутри бастиона может быть пустое пространство, на котором иногда имеются дополнительные внутренние укрепления: возвышающийся кавальер или отделённый рвом ретраншемент. Но часто внутренняя площадка бастиона находится на уровне валганга. И при такой конструкции внутри бастиона может находиться кавальер с одним или двумя ярусами амбразур. На валганг бастиона с внутренней площади крепости ведёт пологий подъём — аппарель.
Обращённые друг к другу части двух соседних бастионов и соединяющий их участок ограды, куртина, образуют бастионный фронт. Первые бастионы имели небольшие размеры, поэтому длинные участки куртин разделяли вспомогательными малыми бастионами — piata forma. Бастионный фронт, упирающийся в какое-либо естественное препятствие, обычно заканчивается полубастионом, имеющим только три угла.